# San Juan de la Nava
San Juan de la Nava ist ein zentralspanischer Ort und Gemeinde (municipio) mit 426 Einwohnern (Stand: 2024) in der Provinz Ávila in der Autonomen Region Kastilien-León.

## Lage
San Juan de la Nava befindet sich am östlichen Ende der Sierra de Gredos gut 17 km südsüdöstlich von Ávila bzw. gut 95 km westnordwestlich von Madrid in einer Höhe von ca. 1115 m.
Das Klima im Winter ist kühl, im Sommer dagegen durchaus warm; die geringen Niederschlagsmengen (ca. 575 mm/Jahr) fallen – mit Ausnahme der nahezu regenlosen Sommermonate – verteilt übers ganze Jahr.

## Bevölkerungsentwicklung
| Jahr      | 1970 | 1981 | 1991 | 2001 | 2011 | 2021 |
| --------- | ---- | ---- | ---- | ---- | ---- | ---- |
| Einwohner | 1090 | 840  | 749  | 664  | 527  | 469  |

Der Bevölkerungsrückgang seit den 1950er Jahren ist im Wesentlichen auf die Mechanisierung der Landwirtschaft und den damit einhergehenden Verlust an Arbeitsplätzen zurückzuführen.

## Sehenswürdigkeiten
- Johanniskirche (Iglesia de San Juan Evangelista)
- Marienkapelle
- Rathaus

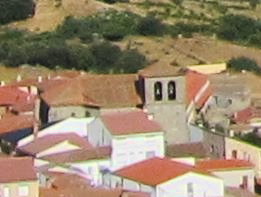
Bartholomäuskirche
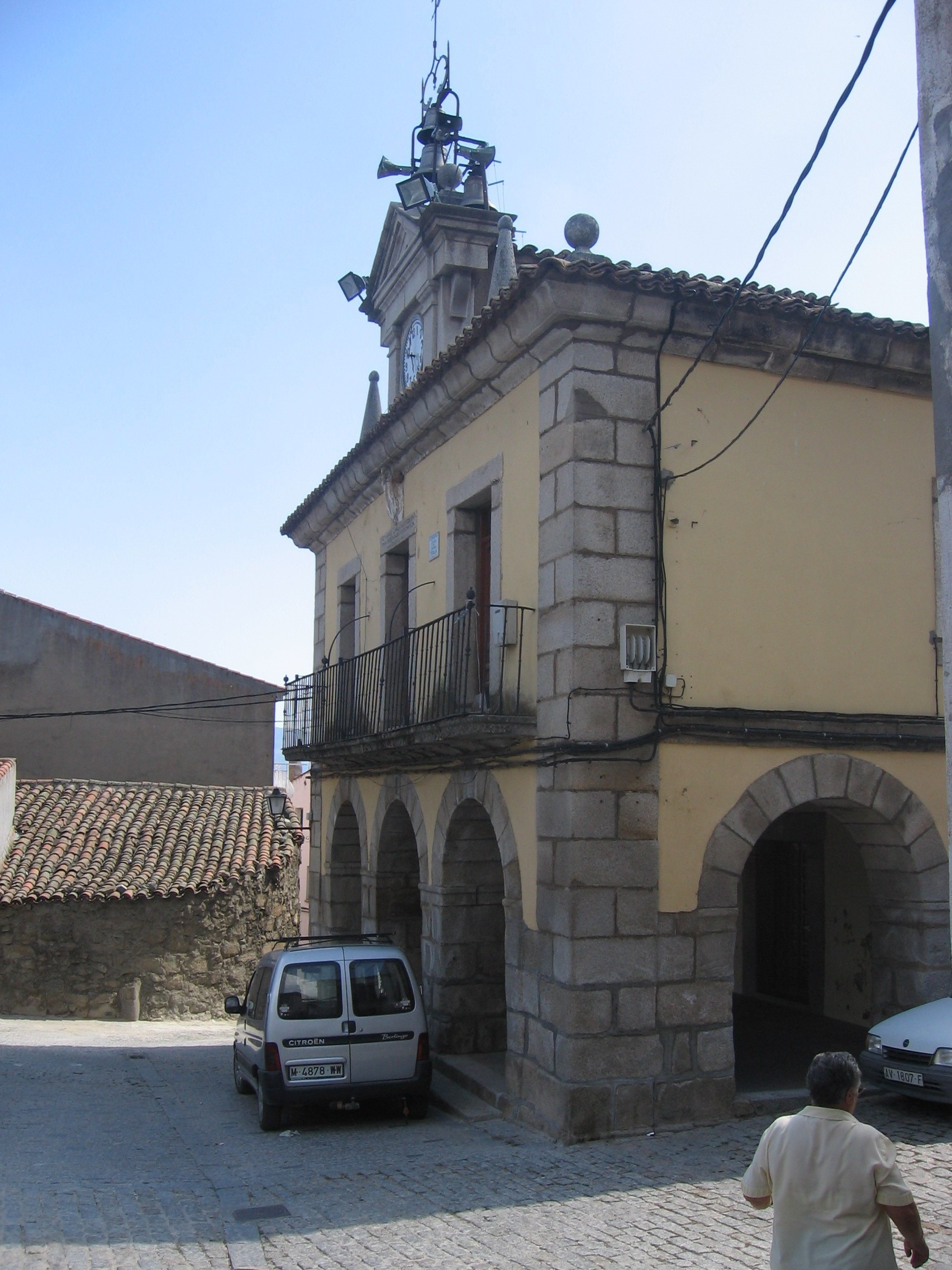
Rathaus